# Ivan Kuz'mičëv
Ivan Aleksandrovič Kuz'mičëv (in russo Иван Александрович Кузьмичёв?; Togliatti, 20 ottobre 2000) è un calciatore russo, difensore del Rodina Mosca in prestito dalla Lokomotiv Mosca.

## Carriera
Debutta in Prem'er-Liga il 16 maggio 2021 con la maglia dell'Ural in occasione del match perso 1-0 contro la Lokomotiv Mosca.

## Statistiche

### Presenze e reti nei club
Statistiche aggiornate al 2 ottobre 2021.
| Stagione        | Squadra         | Campionato      | Campionato | Campionato | Coppe nazionali | Coppe nazionali | Coppe nazionali | Coppe continentali | Coppe continentali | Coppe continentali | Altre coppe | Altre coppe | Altre coppe | Totale | Totale |
| Stagione        | Squadra         | Comp            | Pres       | Reti       | Comp            | Pres            | Reti            | Comp               | Pres               | Reti               | Comp        | Pres        | Reti        | Pres   | Reti   |
| --------------- | --------------- | --------------- | ---------- | ---------- | --------------- | --------------- | --------------- | ------------------ | ------------------ | ------------------ | ----------- | ----------- | ----------- | ------ | ------ |
| 2019-2020       | Lada-Togliatti  | 2D              | 16         | 2          | CR              | 1               | 0               |                    | -                  | -                  |             | -           | -           | 17     | 2      |
| 2020-2021       | Ural-2          | 2D              | 13         | 0          |                 | -               | -               |                    | -                  | -                  |             | -           | -           | 13     | 0      |
| 2021-2022       | Ural-2          | 2D              | 3          | 0          |                 | -               | -               |                    | -                  | -                  |             | -           | -           | 3      | 0      |
| 2020-2021       | Ural            | PL              | 1          | 0          | CR              | 0               | 0               |                    | -                  | -                  |             | -           | -           | 1      | 0      |
| 2021-2022       | Ural            | PL              | 4          | 0          | CR              | 1               | 0               |                    | -                  | -                  |             | -           | -           | 5      | 0      |
| Totale carriera | Totale carriera | Totale carriera | 37         | 2          |                 | 2               | 0               |                    | -                  | -                  |             | -           | -           | 39     | 2      |